# Kraljeva ustanova Velike Britanije
Kraljeva ustanova Velike Britanije, pogosto kar Kraljeva ustanova, skrajšano Ri ali RI, je organizacija za znanstveno izobraževanje in raziskovanje s sedežem v Westminstru v Londonu. Leta 1799 so jo ustanovili vodilni britanski znanstveniki tistega časa, vključno s Henryjem Cavendishem in njenim prvim predsednikom Georgeom Finchem. Njena temeljna načela so bila razširjanje znanja in omogočanje uvedbe uporabnih mehanskih izumov in izboljšav v vsakdanje življenje ter krepitev uporabe znanosti za običajne življenjske namene, vključno s poučevanjem, tečaji, filozofskimi predavanji in poskusi.
Večji del začetnega financiranja ustanove in prvi predlog za njeno ustanovitev je dalo Društvo za izboljšanje pogojev in udobja revnih pod vodstvom filantropa sira Thomasa Bernarda in v Ameriki rojenega britanskega znanstvenika sira Benjamina Thompsona, grofa Rumforda. Ustanova ima od svoje ustanovitve sedež na ulici Albemarle 21 v Mayfairu. Kraljeva listina ji je bila podeljena leta 1800. 

## Zgodovina
Kraljeva ustanova je bila ustanovljena na predlog sira Benjamina Thompsona, gofa Rumforda, da bi se "v metropoli Britanskega imperija ustanovila javna ustanova za širjenje znanja in omogočanje splošne rabe izumov in izboljšav ter poučevanje na tečajih, predavanjih in izvajanjih  eksperimentov".
Rumfordov predlog je privedel do sestanka 7. marca 1799 v hiši Josepha Banksa, takratnega predsednika Kraljeve družbe, podobne, a veliko starejše učene družbe. Na nadaljevalnem sestanku 9. marca se je prvič sestalo vodstvo ustanove. Junija istega leta je družba za svojega prvega predsednika izvolila Georgea Fincha, grofa Winchilseaja, in julija kupila stavbo na ulici Albemarle 21 v Mayfairu, ki od takrat služi kot njen dom. Prenova stavbe se je začela takoj, da bi se zagotovili ustrezni prostori za sestanke, pisarne in laboratorije. 
Prvi profesor in javni predavatelj eksperimentalne filozofije, mehanike in kemije je bil dr. Thomas Garnett, ki ga je Rumford oktobra 1799 pripeljal iz novoustanovljenega Andersonskega inštituta v Glasgowu. 
Glavna predavalnica s strmimi vrstami klopi je bila dokončana leta 1800. Istega leta je ustanova od kralja Jurija III. prejela tudi svojo kraljevo listino. Predavalnica se je začela uporabljati takoj po otvoritvi. Prvo predavanje v njej je imel Thomas Garnett marca 1800. 
Ustanova skozi vso svojo zgodovino  s predavanji podpira ukvarjanje z znanostjo. Najbolj znana so njena letna božična predavanja, ki jih je ustanovil Michael Faraday leta 1825.
Kljub temu, da so bila Garnettova prva predavanja zelo uspešna, je bila njegova plača zamrznjena in ni smel opravljati poklica zdravnika. Za njegovega asistenta je bil imenovan Humphry Davy in Garnett je zatem odstopil. 
Humphry Davy in njegov pomočnik in naslednik Michael Faraday sta dosegla še večji uspeh. Davyjev neposredni naslednik je bil kemik William Thomas Brande. 
Institucija ima že od svoje ustanovitve  ključno vlogo pri napredku znanosti. Pomembni znanstveniki, ki so tam delali, so bili Humphry Davy, ki je odkril natrij in kalij, Michael Faraday, James Dewar, William Henry Bragg in William Lawrence Bragg, dobitnik Nobelove nagrade za fiziko za svoje delo na rentgenski difrakciji, Max Perutz, John Kendrew, Antony Hewish in George Porter. 
V 19. stoletju je Faraday na Kraljevi ustanovi opravil veliko raziskav, ki so postavile temelje za praktično izkoriščanje elektrike. Nobelovo nagrado je prejelo petnajst znanstvenikov, ki so delovali v Kraljevi ustanovi. Odkrili so deset kemičnih elementov, vključno z natrijem in kalijem, izumili električni generator in zelo zgodaj raziskovali zgradbo atoma in kristalov. 
Kraljeva ustanova je bila ustanovljena v času suženjstva. Eden njenih glavnih podpornikov je bil John Fuller, čigar bogastvo je izviralo iz dveh jamajških plantaž sladkornega trsa. Fuller je instituciji prispeval več kot 10.000 funtov in vzdrževal dve profesorski mesti. Michael Faraday je bil prvi fullerijanski profesor kemije. V sodobnem času je bila uporaba naziva fullerjanki opuščena in dva sedeža bosta odslej prazna.

### Nobelovi nagrajenci
1. John William Strutt Rayleigh (fizika 1904) skupaj z Williamom Ramsayem za odkritje argona
2. Joseph John Thomson (fizika 1906) za študije električne prevodnosti plinov
3. Ernest Rutherford (kemija 1908) za delo na kemiji radioaktivnih snovi in razpadanju elementov
4. William Lawrence Bragg (fizika 1915) skupaj z W.H. Braggom za določanje molekularne strukture kristalov z rentgenskimi žarki
5. William Henry Bragg (fizika 1915) skupaj z W.L. Braggom za določanje molekularne strukture kristalov z rentgenskimi žarki
6. Charles Scott Sherrington (medicina 1932) skupaj z Edgarjem Adrianom za odkritje funkcije nevronov
7. Henry Hallett Dale (medicina 1936) skupaj z Ottom Loewijem za delo na področju kemijskega prenosa živčnih impulzov[8]
8. Peter Brian Medawar (medicina 1960) za delo na izdelavi trajnih kožnih presadkov
9. John Cowdery Kendrew (kemija 1962) skupaj s Perutzom za določitev strukture hemoglobina in mioglobina z rentgensko kristalografijo in uporabo računalnikov
10. Max Ferdinand Perutz (kemija 1962) s Kendrewom za določitev strukture hemoglobina in mioglobina z rentgensko kristalografijo in uporabo računalnikov
11. Andrew Fielding Huxley (medicina 1963) za razlago, kako živci uporabljalo elektriko za pošiljnje signalov po telesu
12. Dorothy Crowfoot Hodgkin[9] (kemija 1964) 1910–1994) za določitev zgradbe pomembnih kemičnih spojin, vključno z vitaminom B12 in penicilinom s pomočjo rentgenskih tehnik
13. George Porter (kemija 1967) za delo na kemijskih reakcijah, ki jih sproži svetloba, in fotografiranje obnašanja molekul med hitrimi reakcijami
14. Antony Hewish (fizika 1974) za odkrivanje pulzarjev
15. John Gurdon in Shinya Yamanaka  (medicina ali fiziologija 2012) za odkritje, kako je mogoče zrele celice pretvoriti v matične celice

### Odkriti ali izolirani kemijski elementi
1. kalij – izoliral Humphry Davy leta 1807 z elektrolizo iz pepelike
2. natrij – izoliral Humphry Davy leta 1807 z elektrolizo taline natrijevega hidroksida
3. barij – izoliral Humphry Davy leta 1808 z elektrolizo taline barijevih soli
4. bor – odkril Humphry Davy leta 1808 z elektrolozo raztopine boratov; bor se je začel proizvajati šele leta 1909
5. kalcij – izoliral Humphry Davy leta 1808 z elektrolizo zmesi apna in živosrebrovega oksida
6. klor – klor so odkrili leta 1774 in ga imeli za Elemental chlorine was discovered in 1774 but was thought to be a compound and was called "deflogistoniran zrak solne kisline"; klor ga je poimenoval  Humphry Davy, ko je ugotovil, da je element
7. magnezij – odkril in prvič proizvedel Humphry Davy leta 1808 z elektrolizo zmesi magnezije in živosrebrovega oksida
8. stroncij – izoliral izoliral Humphry Davy leta 1808 iz zmesi stroncijevega in živosrebrovega klorida
9. jod – odkril Bernard Courtois leta 1811; ker ni imel možnosti, da bi ga analiziral, je dal vzorce joda različnim raziskovalcem; Joseph Louis Gay-Lussac ga je imel za oksid ali element; Humphry Davy je nekaj dni kasneje ugotovil, da gre za element.
10. argon – odkrila lord Rayleigh in William Ramsay leta 1894.

## Faradayev muzej
Leta 1973 je Kraljeva ustanova odprla  Faradayev muzej, posvečen  Michaelu Faradayu.  Muzej je v glavni zgradbi ustanove na ulici Albemarle in je odprt za javnost med uradnimi urami Kraljeve ustanove. Višek razstave je izvirni Faradayev laboratorij iz 50.  let 19. stoletja, ki ni rekonstrukcija,  kot se pogosto navaja. Nasproti tega laboratorija je trenutno najsodobnejši laboratorij za nanotehnologijo. Med druge zanimivosti spadajo odkritja, ljudje in dejavnosti Kraljeve ustanove. 